# Боччолето
Боччолето (итал. Boccioleto) — коммуна в Италии, располагается в регионе Пьемонт, в провинции Верчелли.
Население составляет 277 человек (2008 г.), плотность населения составляет 8 чел./км². Занимает площадь 33 км². Почтовый индекс — 13022. Телефонный код — 0163.
Покровителями населённого пункта считается святые Пётр и Павел.

## Демография
Динамика населения:

## Города-побратимы
- Бая-де-Фьер, Румыния (2007)

## Администрация коммуны
- Официальный сайт: http://www.comune.boccioleto.vc.it